# 5628 Preussen
5628 Preussen este un asteroid din centura principală de asteroizi.

## Descriere
5628 Preussen este un asteroid din centura principală de asteroizi. A fost descoperit pe 13 septembrie 1991 la Tautenburg de Lutz Dieter Schmadel și Freimut Börngen. Asteroidul prezintă o orbită caracterizată de o semiaxă mare de 2,76 ua, o excentricitate de 0,04 și o înclinație de 3,7° în raport cu ecliptica.